# Zöe Lucker
Zöe Lucker, född 11 april 1974, är en engelsk skådespelerska som har medverkat i många filmer och TV-serier. Men mest känd är hon för sin roll i serien Fotbollsfruar som har visats på Kanal 5 i Sverige.